# 1946 في النمسا
فيما يلي قوائم الأحداث التي وقعت خلال عام 1946 في النمسا.

## كتب
من الكتب التي صدرت هذه السنة في النمسا:
- 1 يناير – مفهوم شركة من تأليف بيتر دراكر.

## مواليد

### يناير
- 1 يناير – أولريكه مارا كاتبة نمساوية.

### مارس
- 25 مارس – هانز بيركنر لاعب كرة قدم نمساوي.

### يونيو
- 9 يونيو – روبرت سارا لاعب كرة قدم نمساوي.

### سبتمبر
- 10 سبتمبر – شلومو ساند مؤرخ إسرائيلي.

### أكتوبر
- 20 أكتوبر – إلفريدي يلينيك كاتبة نمساوية.

### ديسمبر
- 16 ديسمبر – إدوارد كريغر لاعب كرة قدم نمساوي.

## وفيات

### يوليو
- 4 يوليو – أوثينيو أبيل (مواليد 1875) عالم أحياء نمساوي.

### سبتمبر
- 13 سبتمبر – آمون غوث (مواليد 1908)

### أكتوبر
- 16 أكتوبر – إرنست كالتينبرونر (مواليد 1903)

### نوفمبر
- 7 نوفمبر – هنري ليرمان (مواليد 1886)